# Volker David Kirchner
Volker David Kirchner (* 25. Juni 1942 in Mainz; † 4. Februar 2020 in Wiesbaden) war ein deutscher Komponist.

## Leben
Kirchner stammte aus einer Musikerfamilie.
Nach seinem Studium (1956 bis 1959) bei Günter Kehr (Violine) und Günter Raphael (Komposition) am Peter-Cornelius-Konservatorium der Stadt Mainz besuchte Kirchner von 1959 bis 1963 die Hochschule für Musik Köln, wo Bernd Alois Zimmermann zu seinen prägenden Lehrern gehörte. Seine Ausbildung erweiterte er an der Hochschule für Musik Detmold bei Tibor Varga.
Seine erste Anstellung hatte er von 1962 bis 1964 als Solo-Bratschist beim Rheinischen Kammerorchester Köln, dem sich ein Engagement beim Radio-Sinfonie-Orchester Frankfurt anschloss (1966–1986). Streichquartett spielte er u. a. mit Ulf Hoelscher. Konzertreisen mit dem Kehr-Trio führten ihn nach Südamerika, Nordafrika und in den Vorderen Orient. Diese Tourneen regten ihn zu einer intensiven Beschäftigung mit außereuropäischer Musik an. 1970 war er Mitbegründer des Ensemble 70 in Wiesbaden und arbeitete mit dem Regisseur und Maler Marian Czura an seinem ersten bedeutenden Bühnenwerk Riten.
Seit 1972 arbeitete Kirchner als Komponist für Bühnenmusik am Hessischen Staatstheater in Wiesbaden; Seit 1986 war Volker David Kirchner freischaffender Komponist; sein Werk schloss alle Gattungen ein und wird weltweit gespielt. Neben einem gewaltigen Korpus an Kammermusik unterschiedlicher Besetzungen umfasste es unter anderem über 20 große Orchesterwerke, 10 Solokonzerte, zahlreiche Werke weltlicher und geistlicher Vokalmusik sowie 13 Bühnenwerke.
Mit seinem Belshazar war Kirchner 1985 der Eröffnungskomponist des Festivals Oper des 20. Jahrhunderts an der Bayerischen Staatsoper in München. Im Jahre 1990 wurde das bundesdeutsche Musik Festival Musikkultur heute in Moskau mit der Uraufführung von Kirchners Requiem im Tschaikowsky-Saal mit dem Philharmonischen Staatsorchester Hamburg und dem Staatlich Akademischen Chor Riga unter der Leitung von Gerd Albrecht eröffnet. Seine Oper Gilgamesh, ein Auftragswerk der Niedersächsischen Staatsoper Hannover anlässlich der EXPO 2000, wurde im Mai 2000 als Eröffnungsstück der EXPO 2000 uraufgeführt.
Auf Einladung von Walter Fink war er 1992 der dritte Komponist im jährlichen Komponistenporträt des Rheingau Musik Festival.
Volker David Kirchners Oper Savonarola wurde 2011 in Kiel uraufgeführt, seine Oper Gutenberg 2016 in Erfurt.

## Werke

### Bühnenwerke
- Riten für kleines Klangtheater (UA 1971 beim Steierischen Herbst in Graz, anschließend am Hessischen Staatstheater Wiesbaden gespielt)
- Die Trauung (UA 27. April 1975 am Hessischen Staatstheater Wiesbaden)
- Die fünf Minuten des Isaak Babel, Szenisches Requiem in zwölf Bildern (1977–1979. UA 19. April 1980, Wuppertal) (Libretto zusammen mit Harald Weirich)
- Das kalte Herz nach Wilhelm Hauff (1980. UA 1981, Wiesbaden, Neufassung 1987, UA der Neufassung am 27. Oktober 1988 in München am Staatstheater am Gärtnerplatz)
- Belshazar (1984/85. UA 25. Januar 1985 an der Bayerischen Staatsoper München) (Libretto: Harald Weirich)
- Erinys, Threnos in zwei Teilen nach der Orestie des Aischylos (1986–89. UA 15. April 1990, Wuppertal)
- Inferno d'amore (Shakespearion I) nach Shakespeare und Michelangelo (1992. szenische UA 12. März 1995, Hannover, Ballhof, Niedersächsisches Staatstheater)
- Labyrinthos (Shakespearion II) (1994/95. UA 17. Oktober 1997 in Mainz zur Eröffnung des Kleinen Hauses des Staatstheaters Mainz)
- Gilgamesh, Auftragswerk der Niedersächsischen Staatsoper Hannover anlässlich der EXPO 2000 (1996–98. UA 20. Mai 2000 in Hannover an der Niedersächsischen Staatsoper)
- Ahasver, Auftragswerk des Theaters Bielefeld, (1998–2000. UA 2001)
- Savonarola (UA 2011 Kiel)
- Gutenberg (2011–12, UA Erfurt 24. März 2016)
- Der Prinz von Theben (2011–13)

### Orchesterwerke
- Choralvariationen für 15 Solostreicher (1967/68. UA 1968 in Zagreb mit dem Mainzer Kammerorchester unter Günter Kehr)
- Sinfonie I Totentanz für großes Orchester (1980. UA 31. Januar 1982 in Hannover, CD erschienen bei Wergo 1991)
- Sinfonie II Mythen für Sopran, Mezzosopran, Alt, großes Orchester und Tonband (1991/92. UA 10. Juli 1992 in Wiesbaden mit der Staatsphilharmonie Rheinland-Pfalz auf dem Rheingau Musik Festival)
- Bildnisse I-IV (jeweils dreiteilige Orchesterzyklen):
  - Bildnisse I (1981/82. UA 14. September 1983 in Wiesbaden mit dem Orchester des Hessischen Staatstheaters unter Siegfried Köhler)
  - Bildnisse II (1983/84. UA 24. November 1984 in Ludwigshafen mit der Staatsphilharmonie Rheinland-Pfalz unter Leif Segerstam)
  - Bildnisse III – Hommage à W. A. Mozart (1989–1991. UA 20. September 1992 in Wiesbaden mit dem Mainzer Kammerorchester unter Klaus Arp)
  - Bildnisse IV (UA in Meiningen)
- Das Souper des Monsieur Papagenor, Ein musikalisches Hors d'oeuvre ausgewählt für Kenner und Liebhaber exotischer Singvögel (1992/93. UA 28. November 1993 in Wiesbaden mit der Staatsphilharmonie Rheinland-Pfalz)
- Hortus Magicus (1994. UA 14. August 1994 mit dem Bundesjugendorchester im Concertgebouw (Amsterdam) unter Bernhard Klee)
- Willst zu meinen Liedern deine Leier drehn? – Abgesangsszene für Knabenstimme und Orchester (1996), identisch mit dem dritten Satz der Ghetto-Trilogie: Der Leiermann
- Ghetto-Trilogie (1996–99):
  - I: Gesang im Feuer (1998. UA 10. November 1998 in Neustadt/Weinstraße mit der Staatsphilharmonie Rheinland-Pfalz)
  - II: Menuha (1999. UA 3. April 2000 in Ludwigshafen, Staatsphilharmonie Rheinland-Pfalz)
  - III: Der Leiermann (1996. UA 8. Oktober 1997 in Mainz, Rheingoldhalle, Staatsphilharmonie Rheinland-Pfalz)
- Memento (1999. UA 17. Oktober 1999 im Kieler Schloss mit dem Philharmonischen Orchester der Landeshauptstadt Kiel)
- Angelus Novus I für großes Orchester
- Angelus Novus II für großen gemischten Chor (2003)
- Angelus Novus III für Chor und großes Orchester, Auftragswerk des Berliner Sinfonieorchesters zum 20-jährigen Jubiläum des Konzerthauses am Gendarmenmarkt (UA 1. Oktober 2004 im Konzerthaus am Gendarmenmarkt in Berlin)
- Aus einer alten Spielzeugkiste – 7 Kinderstücke für Sopran und kleines Orchester mit einem Epilog (2002/2003)
- Musik für zwei Orchestergruppen, Schlagzeug, Harfe, Celesta, Klavier (2003)
- Dämmerung-Lichtung. Musik für Naturhorn, zwei Flöten und Streichorchester (2005. UA 2007)
- Erscheinung (2006. UA am 19. Mai 2006 durch das SWR Rundfunkorchester Kaiserslautern unter der Leitung von Per Borin)
- Orchesterzyklus Hiob (dreiteilig) (2011)
- Orchesterzyklus Der mythische Fluß (dreiteilig: I. Der mythische Fluß II. Nebel III. Schumanns Rheinfahrt) (2011–12)
- Exodus (2013)

### Solokonzerte
- Konzert für Violine und Orchester (1981/82. UA 5. Oktober 1984 durch die Berliner Philharmoniker mit Ulf Hoelscher unter Gerd Albrecht)
- Nachtstück, Varianten über eine Wagnersche Akkordverbindung für Viola und kleines Orchester (1980/81; Neufassung 1983) (UA 14. September 1983 in Wiesbaden mit dem Orchester des Hessischen Staatstheaters durch Bodo Hersen unter Siegfried Köhler)
- Schibboleth, Poème concertante für Viola und Orchester (1989. UA 23. November 1990 durch Tabea Zimmermann mit dem Jungen Philharmonischen Orchester Stuttgart unter Manfred Schreier)
- Konzert für Oboe und Orchester (1997/98. UA 5. November 1998 in Frankfurt/Main durch Fabian Menzel mit dem Radio-Sinfonie-Orchester Frankfurt unter Eliahu Inbal)
- Konzert für Horn und Orchester (1996. UA 11. Juli 1997 in Itzehoe durch Marie-Luise Neunecker, Auftragswerk des Schleswig-Holstein Musik Festivals)
- Konzert für Trompete und Orchester Remember Miles (2007–2008) (UA 2009, im Jubiläumskonzert der Staatsphilharmonie Rheinland-Pfalz durch Thomas Hammes unter Karl-Heinz Steffens)
- Liturgie du silence für Harfe und Streichorchester (2007)
- De Profundis für Viola solo und Orchester (2008)
- Kaddish für Violoncello solo und kleines Orchester (2010)
- Il Canto della Speranza Konzertstück für Violine solo und großes Orchester (2011)

### Kammermusik
Solobesetzung
- Luces y Sombras, 5 Tangos für Klavier solo (1999. UA 2001 in Wiesbaden durch Susanne Duch)
- Sonate für Klavier solo (1985/86. UA 9. November 1986 in München im Studio für Neue Musik des Bayerischen Rundfunks durch Nina Tichman)
- Und Salomo sprach… für Violoncello solo (1987. UA 1. Mai 1988 am Hessischen Staatstheater Wiesbaden durch Stefan Breith, Violoncello)
- Aus dem Buch der Könige – Drei Meditationen für Violoncello (drei Sätze) (2000)
- Threnos für Violoncello (2006), Pflichtstück für den Grand Prix Emanuel Feuermann in Berlin
- Pietà, Partita für Violine solo – In memoriam Béla Bartók (UA 2002 in Rottweil durch Nicolas Chumachenco)
- Con mortuis in lingua morta (2000. UA 2002) für Orgel
- Pierrots Galgenlieder (2001) für Klarinette
- Mandala Variationszyklus über eine Schönbergsche Akkordverbindung für Klavier (2006. UA 13. März 2007 in der Alten Oper, Frankfurt, durch Susanne Duch), existiert auch als Fassung für Kammerensemble, s. u.
- Nachlese für Klavier (2010. Teil-UA 2010, Gesamt-UA am 27. Oktober 2013 auf dem Karlsruher Festival ZeitGenuss für Musik unserer Zeit durch Sascha El Mouissi), für Walter Fink.[4]

Duobesetzung
- Drei Stücke für zwei Klaviere (2004)
- Lamento d'Orfeo für Horn und Klavier (1986. UA 24. März 1987 in New York, Town Hall, durch Marie-Luise Neunecker, Horn; Teresa Turner-Jones, Klavier)
- Tre Poemi für Horn und Klavier (1986–89. UA Lamento d'Orfeo 24. März 1987 in der Town Hall in New York durch Marie-Luise Neunecker, Horn; Teresa Turner-Jones, Klavier. UA Danza d'Orfeo 6. Mai 1988 in Karlsruhe durch Marie-Luise Neunecker, Horn; Nina Tichman, Klavier)
- Saitenspiel für Violine und Violoncello (1993. UA 7. August 1993, Sommerliche Musiktage Hitzacker, Ulf Hoelscher, Violine, Wolfgang Boettcher, Violoncello)
- An Rachels Grab saß Jacob und weinte, für Violine und Klavier (2004)
- Krakauer Elegie für Viola und Klavier (2008)
- Drei Microludien für Viola und Violoncello (2008)

Triobesetzung
- Klaviertrio I Schumann in Endenich (1979. UA 18. November 1981 Frankfurt/Main, CD erschienen bei Wergo)
- Klaviertrio II Versunkene Orte (2004)
- Klaviertrio III Stele (2006)
- Exequien für drei Violoncelli (2003. UA durch Wolfgang Boettcher, Wen-Sinn Yang u. a.)
- In Liebe, fünf Stücke für Horn, Violine und Harfe:
  - Canto für Horn und Harfe (2003)
  - Canto für Violine, Horn und Harfe (2003)
  - Bicinium I für Violine und Horn (2004)
  - Bicinium II für Violine und Harfe (2004)
  - Amoretta für Violine, Horn und Harfe (2004)
- Bläsertrio Kreuzweg, 14 Stationen für 2 Oboen und Englischhorn (2001. UA 2002 in Rottweil durch Ingo Goritzki und Christian Wetzel, Oboen; Yeon-Hee Kwak, Englischhorn)
- Streichtrio I Trauma (1999) (UA 2002 durch das Trio Echnaton beim SWR Baden-Baden)
- Streichtrio II (2004)
- Strophen I für Klarinette, Bassklarinette und Klavier (2007. UA 2008)
- Strophen II für zwei Klarinetten und Klavier (2008. UA 2010)
- Strophen III für Klarinette, Bassklarinette und Klavier (2008. UA 2010)

Quartettbesetzung
- Streichquartette I-XVI
- Klavierquartette I-III:
  - I: Echo und Narziss (2005)
  - II: Psyche und Eros, Auftragswerk des Gewandhauses Leipzig (2010. UA 2010)
  - III: Der große Tango (2012. UA 2013 durch das Fauré Quartett)
- Exil für Klarinette, Violine, Violoncello und Klavier (1994. UA 7. Mai 1995, Stuttgart durch das Ensemble Villa Musica: Ida Bieler, Violine; Martin Ostertag, Violoncello; Ulf Rodenhäuser, Klarinette; Nina Tichman, Klavier)
- …vom Erinnern, von der Weisheit und vom Schmerz für Klarinette, Klavier, Violine, Violoncello (2009)
- Eco Veneziana für vier Violinen (2009. UA 2009)
- Innere Stimmen für Horn, Violine, Viola, Violoncello (2009)
- Drei Stücke für vier Hörner (UA 2011)
- A quattro für zwei Violinen und zwei Violen (2014)

Quintettbesetzung
- Streichquintette I-IV
- Mysterion für Altflöte, Horn, Viola d’amore, Violoncello und Klavier (1985. UA 16. Februar 1986 durch den Hessischen Rundfunk)
- Meine Augen möchte ich erfreuen, Shulamith… für Altflöte, Horn, Viola, Violoncello, Klavier (2001)
- Bläserquintett Xenion (2003) (UA durch das Bläserquintett der Berliner Philharmoniker in der Berliner Philharmonie, Auftragswerk der Berliner Philharmoniker)
- Klarinettenquintett (2004. UA 2006)
- Oboenquintett (2012)

Sextettbesetzung
- Streichsextette I-IV:
  - I: Orphischer Gesang I (1975/76. UA 9. Oktober 1976 in Mainz), davon existiert auch eine Streichorchesterfassung aus demselben Jahr
  - II: Orphischer Gesang II (1998. UA 5. Mai 2000 im Frankfurter Hof in Mainz durch das Ensemble Villa Musica)
  - III: Gethsemani (1994. UA 10. Juni 1994 in der Tonhalle Zürich durch das Streichsextett Zürich)
  - IV: Wie ein Naturlaut (UA 2008, Kaisersaal-Konzerte Freiburg)
- Il Canto della notte I, Poema für Klarinette, Horn, Klavier, Violine, Viola und Violoncello (1997/98. UA 4. Juni 1998 auf dem Festival Spannungen durch Christian Tetzlaff, Violine; Tatjana Masurenko, Viola; Boris Pergamenschtschikow, Violoncello; Michael Collins, Klarinette; Marie-Luise Neunecker, Horn; Lars Vogt, Klavier)
- Il Canto della notte II, Poema für Klarinette, Horn, Klavier, Violine, Viola und Violoncello (UA in München durch Radovan Vlatković, Horn; Oliver Triendl, Klavier u. a.)
- Il Canto della notte III, Poema für Klarinette, Horn, Violine, Viola, Violoncello und Klavier (2005)
- Morendo für Horn, 2 Violinen, Viola, Violoncello und Kontrabass (2004)
- …aus Oberons Reich – Notturno für Horn, 2 Violinen, 2 Violen und Violoncello (2005. UA 2006)

Septettbesetzung
- Nachtmusik (1970) für Flöte (auch Piccolo), Klarinette (auch Bassklarinette), Viola, Violoncello, Kontrabass, Klavier und Schlagzeug (2 Spieler) (UA 1971 in Wiesbaden)
- Mandala 2 für Klarinette, Horn, 2 Violinen, 2 Violen, Violoncello (2006)
- Lacrimae für sechs Hörner und Harfe (2008. UA 2008)

Oktettbesetzung
- Der blaue Harlekin (1981) für Flöte, Klarinette, 2 Fagotte, 2 Trompeten (C), 2 Posaunen (UA 1. Mai 1981 in Ingelheim mit dem Bläser Ensemble Mainz)
- Oktett (in Schubert-Besetzung: 2 Violinen, Viola, Violoncello, Kontrabass, Bassklarinette, Fagott, Horn), (2009), (UA Satz 1 2010 durch das Oktopus-Ensemble des NDR; UA Sätze 2 und 3: 2012 durch das Ensemble des Hessischen Rundfunks im Sendesaal des Hessischen Rundfunks)[5]

Nonettbesetzung
- Nonett …es singen die Wasser im Schlafe noch fort für Flöte, Bassklarinette, Horn, Harfe, Celesta, Klavier, Violine, Viola, Violoncello (1976, rev. 2004)

Großes Kammerensemble
- Mandala Variationszyklus über eine Schönbergsche Akkordverbindung, existiert auch als Fassung für Solo-Klavier, s. o.
- La Notte für großes Kammerensemble (2011) (UA am 25. Oktober 2013 auf dem Karlsruher Festival ZeitGenuss für Musik unserer Zeit)

### Vokalmusik
- Drei Gesänge, Abgesang für tiefe Stimme und großes Orchester (1974/75. UA 15. Dezember 1976 in Wiesbaden mit Glenys Linos, Alt unter Siegfried Köhler)
- Golgatha, Epitaph für drei Knabenstimmen und Kammerensemble (1979. UA 23. Oktober 1983 durch das Mainzer Kammerorchester unter Günter Kehr)
- Babel-Requiem für Sopran, Bass, Sprecher, zwei gemischte Chöre und großes Orchester (1980), Auftragswerk vom Hessischen Rundfunk (UA 2. Oktober 1980 in Frankfurt/Main durch Eliahu Inbal)
- Missa Moguntina für Soli, großen Chor, zwei Echochöre, großes Orchester und Orgel (1992/93. UA Kyrie und Agnus Dei 27. Februar 1993, Mainz; UA des kompletten Werks 21. November 1993, Mainz, Dom)
- Aus den 53 Tagen Passionsmusik für Soli, gemischten Chor, Männerchor, Knabenchor, Sprecher (Evangelist) und Orchester. Auftragskomposition für den 93. Deutschen Katholikentag Mainz (1997. UA 11. Juni 1998)
- Requiem – Messa di Pace für Soli, Chor und Orchester 1988 (UA 11. Juni 1990 in Moskau auf dem Festival "Musikkulter heute" durch das Philharmonische Staatsorchester Hamburg unter Gerd Albrecht mit Maria Bayo, Sopran; Iris Vermillion, Mezzosopran; Victor von Halem, Bass; anschließend  auf dem Schleswig-Holstein Musik Festival im Dom zu Lübeck; davon existiert ein Live-Mitschnitt, erschienen bei Wergo 1991)
- Auferstehung, Auftragskomposition für die Stiftung Rheinland-Pfalz für Kultur (UA am 23. Juni 2006 in Koblenz Vallendar unter Werner Andreas Albert) für Chor, Knabenchor, Sprecher, Orchester
- Orfeo für Bariton, Horn und Klavier aus "Die Sonette an Orpheus" von Rainer Maria Rilke (1986/87. UA 6. Mai 1988 zur Eröffnung des Europäischen Musikfestes in Karlsruhe durch Hermann Becht, Bariton; Marie-Luise Neunecker, Horn; Nina Tichman, Klavier)
- Drei Lieder nach Texten aus "West-östlicher Divan" von Johann Wolfgang von Goethe für mittlere Stimme, Horn, Violine, Violoncello und Klavier (1985/86. UA 6. Mai 1988 zur Eröffnung des Europäischen Musikfestes in Karlsruhe durch Mechthild Georg, Mezzosopran; Marie-Luise Neunecker, Horn; Kreisler-Trio: Melitta Keller, Violine; Johannes Wohlmacher, Violoncello; Nina Tichman, Klavier)
- Gesang eines byzantinischen Engels für Frauenstimme und Streichquintett (UA 2005 durch Julia Ostertag)
- Was ihr dem geringsten meiner Brüder getan, das habt ihr mir getan für Kammerchor, Chor, Orgel und sechs Instrumente (2006. UA 2007)
- Magnificat für Sopran solo, Kinderchor, gemischten Chor, Orchester (2006. UA 2010)
- Die Rede des toten Christus vom Weltgebäude herab... nach Jean Paul für Sopran und Kammerensemble (2006) (UA 2012 in Frankfurt/Main durch Julia Ostertag und das Ensemble des Hessischen Rundfunks im Sendesaal des Hessischen Rundfunks)
- Liederzyklus Media vita in morte sumus für Sopran, Klarinette, Horn, Klavier, Schlagzeug und Streichtrio (2006–07. UA 2009, Mainz)
- Kassandra für Sopran und Orchester (2008/09)
- Herbstgesänge für Sopran und 12 Instrumentalisten (2009) (UA 2012 durch Julia Ostertag)
- Laterna Magica – Ein Tanztheater für 6 Stimmen und Orchester (2011) (noch nicht uraufgeführt)
- Lieder auf Texte von Else Lasker-Schüler für Frauenstimme und Klavier (davon vier Stück 2012, ein fünftes am 27. Oktober 2013 auf dem Karlsruher Festival ZeitGenuss für Musik unserer Zeit uraufgeführt durch Julia Ostertag)
- Obsidian-Gesänge auf Texte von Dana Obsidian für Stimme, Horn, Violine, Violoncello, Klavier (2013) (UA 25. Mai 2014 in Bad Bergzabern durch Julia Ostertag, Mezzosopran; John Stobart, Horn; Christian Ostertag, Violine; Martin Ostertag, Violoncello; Tilman Krämer, Klavier)
- Hagens Traum – Gesangsszene für Bariton und Klavier (2013)
- Vigilien. Vier 6-stimmige Chorsätze und drei Instrumentalstücke (2014)

## Preise und Ehrungen (Auswahl)
- 1974 Preis des Landes Rheinland-Pfalz für Junge Komponisten (für seine erste Oper "Die Trauung")
- 1977 Kunstpreis des Landes Rheinland-Pfalz
- 1992 Gutenberg-Plakette der Stadt Mainz
- 1994 Erster Preisträger des Rheingau Musikpreises
- 1995 Kompositionspreis der Niedersächsischen Sparkassenstiftung und der Kreissparkasse Hannover
- 1992 Künstlerischer Beirat der Stiftung Villa Musica Mainz
- 2007 Peter-Cornelius-Plakette
- 2014 Preis für die Verdienste um die Musikkultur des Landesmusikrats Rheinland-Pfalz[6]

## Diskographie
1. Media vita in morte sumus – Vocal chamber music by Volker David Kirchner
Inhalt: Obsidian-Gesänge, Es ist ein Weinen in der Welt, Media vita in morte sumus; Interpreten: Julia Ostertag, Sascha El Mouissi, Tilman Krämer, Christian Ostertag, Katrin Melcher, Martin Ostertag, Kilian Herold, John Stobart, Matthias Würsch, Erich Michelsberg; Label: Coviello - COV 91502; Erscheinungsdatum: 1. Januar 2015;
2. Divertimento KV 563 / Streichtrio
Wolfgang Amadeus Mozart, V.D. Kirchner; Interpret: Trio Echnaton; Label: Coviello - COVCD50308; Erscheinungsdatum: 1. Mai 2004; EAN: 4039956503088
3. Oboenkonzerte (2 Audio CDs)
Kirchner, Goldmann, Denissow, Zim; Interpreten: Menzel, Kitajenko, RSO Frankfurt; Label: Hr Musik; Erscheinungsdatum: 1. September 2003; EAN: 4035714100162
4. Works for Horn
Beethoven, Schumann, Hindemith, Kirchner, Brahms; Interpreten: Marie Luise Neunecker, Lars Vogt, Wolfgang Sawallisch, Frank-Peter Zimmermann; Label: EMI classics; Erscheinungsdatum: 2003; EAN: 0724355754226
5. A Litany for the 21st Century
Kirchner, Plagge, Burkhard, Cosma, Egea & Mahle; Interpreten: Javier Bonet, Aníbal Bañados; Label: Verso; Erscheinungsdatum: 2003; Inhalt: I. Tre Poemi u. a.; EAN: 0675754449926
6. Bildnisse I / Der blaue Harlekin / Trio / Nachtstück
Interpret: Bodo Hersen, Orchester/Ensemble: Bläser Ensemble Mainz, Hessisches Staatsorchester Wiesbaden, Kreisler Trio; Booklettextautor: Karlheinz Funk; Dirigent: Siegfried Köhler - Klaus Rainer Schöll; Inhalt: Bildnisse I für Orchester, Der blaue Harlekin, Trio für Violine, Violoncello und Klavier, Nachtstück für Viola und kleines Orchester; EAN: 4010228610321
7. Missa Moguntina für Soli, Chor und Orchester
Interpret: Alison Browner, Mads Elung-Jensen, Balthasar Hens, Matthias Jüttner, Maria Karb, Johannes M. Kösters, Gregory Reinhart, Albert Schönberger; Booklettextautor: Volker David Kirchner; Chor: Domkantorei St. Martin, Mainzer Domchor; Dirigent: Mathias Breitschaft; Orchester/Ensemble: Mainzer Domorchester; Inhalt: Kyrie - Gloria - Psalmus - Credo - Sanctus - Agnus Dei; EAN: 4010228626223
8. Sinfonie Totentanz / Requiem Messa di Pace
Interpreten: Maria Bayo, Imants Cepitis, Victor von Halem, Iris Vermillion; Booklettextautor: Margarete Sorg-Rose; Chor: Staatlich Akademischer Chor Riga; Dirigent: Gerd Albrecht - Peter Gülke; Orchester/Ensemble: Philharmonisches Staatsorchester Hamburg, Radio-Symphonie-Orchester Berlin; Inhalt: Sinfonie Totentanz - Requiem Messa di Pace für Soli, gemischten Chor und Orchester; EAN: 4010228620627
9. Musik in Deutschland 1950-2000
Volker David Kirchner: Missa Moguntina; Interpret: Various; Label: Rca Red S. (Sony BMG); Erscheinungsdatum: 18. April 2005; EAN: 0743217357122
10. Musik in Deutschland Box 5
Oper, Operette, Musical (BOX SET); Volker David Kirchner, Udo Zimmermann, Siegfried Matthus, Walter Zimmermann, Wolfgang Rihm; Interpret: Deutscher Musikrat; Label: Rca Red S. (Sony BMG); Erscheinungsdatum: 4. November 2002; EAN: 0743217366926
11. Orphischer Gesang II / Exil / Gethsemani / Und Salomo sprach / Mysterion
Interpret: Ensemble Villa Musica; Label: Mdg (CODAEX); Erscheinungsdatum: 1. Juni 1999; EAN: 0760623087122
12. Cellowerke des 20.Jahrhunderts
Luigi Dallapiccola, Hans Werner Henze, Volker David Kirchner u. a.; Interpret: Wolfgang Boettcher; Label: Nimbus; Erscheinungsdatum: 30. August 1999; EAN: 0710357561627
13. Tango Art
Chopin, Smetana, Debussy, Piazzolla, Gottschalk, Kirchner; Interpretin: Susanne Duch, Klavier; Label: fortepiano; Erscheinungsdatum: 1. März 2002; EAN: 9783795760885
14. Tänze, Bilder, Klanggestalten
Janáček, Ravel, Kirchner; Interpretin: Susanne Duch, Klavier; Label: fortepiano; Erscheinungsdatum: 2007; EAN: 4260037370064
15. Duos for Viola and Violoncello
Beethoven, Hindemith, Kirchner u. a.; Interpreten: Katrin Melcher, Martin Ostertag; Label:Coviello; Erscheinungsdatum: 3. Juli 2012; EAN: 4039956512080